# 方硫カドミウム鉱

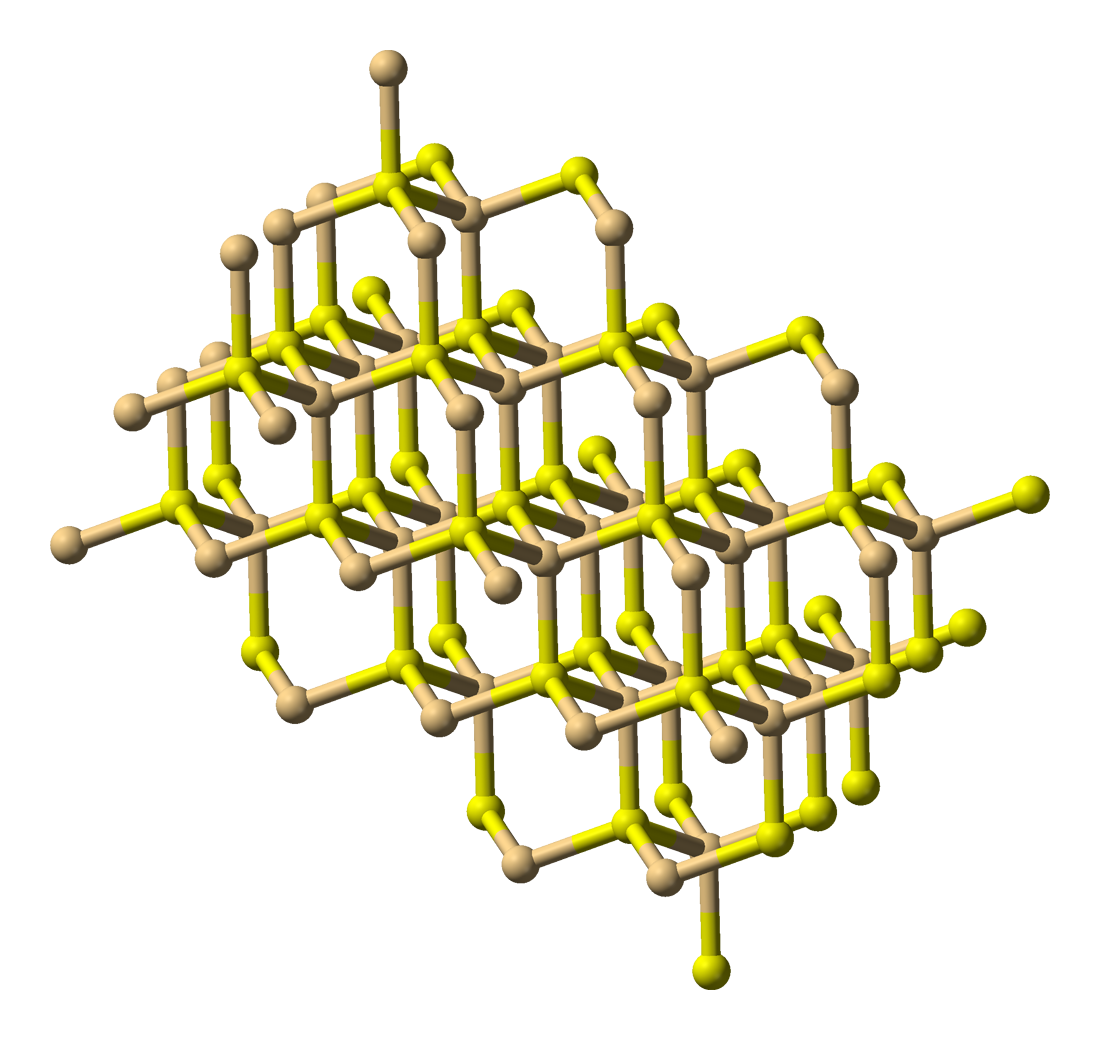
方硫カドミウム鉱の構造

方硫カドミウム鉱（ホーリーアイト、英語: hawleyite）とは、閃亜鉛鉱グループの硫化鉱物である。同質異像の硫カドミウム鉱とよく似ており、混同されやすい。化学的には硫化カドミウムであり、天水により沈殿するがまの中の閃亜鉛鉱や菱鉄鉱を明黄色で覆っている。
1955年にカナダのユーコン準州にあるヘクター・カルメット鉱山で発見され、オンタリオ州のクイーンズ大学教授を務めた鉱物学者ジェイムス・エドウィン・ホーリーの名前に因んで命名された。